# Pedagogia conductista
La pedagogia conductista és el corrent que s'interessa només pel comportament, tenint en compte l'entorn com un conjunt d'estímuls, respostes i esforços. A més, les persones aprenen experimentant i assajant. Així doncs, la pedagogia conductista identifica les capacitats dels individus, i a través d'elles, traça uns objectius. Segons aquesta teoria les estratègies d'aprenentatge són aquelles que coincideixen amb la resposta ideal a la conducta esperada.
En la línia del temps del conductisme el primer autor a destacar fou Pavlov (1849-1936) amb el condicionament clàssic, concepte fonamental per tenir en compte en el conductisme, ja que gràcies a aquest van ser possibles les primeres intervencions per modificar les conductes dels éssers humans. Seguidament, Thorndike (1874-1949) amb el condicionament instrumental va donar peu a un nou model de l'aprenentatge el qual és la conseqüència d'un reforçament o d'una omissió de l'associació que hi ha entre una conducta i les seves potencials conseqüències. Però, la figura més destacada fou John B. Watson (1878-1958) el qual deia que el conductisme és un tipus d'aprenentatge, del qual un estímul neutre que no provoca una resposta, pot arribar a fer-ho gràcies a la connexió associativa. Més tard, apareix el conductisme operant de Skinner (1904-1990) que fou el creador i l'introductor dels conceptes reforçament positiu i reforçament negatiu.

## Fonaments
Els fonaments que segueix la pedagogia conductista són els següents:
- Aprendre conductes a partir de sistemes organitzats mitjançant pràctiques o repeticions acompanyats de reforçaments adequats.
- L'aprenentatge ha de presentar un caràcter actiu perquè mitjançant aquest s'ha d'aconseguir provocar conductes programades per mitjà de la manipulació d'elements del medi ambient.
- El procés d'aprenentatge complex com és la pedagogia està fonamentada amb els diferents nivells de complexitat d'una conducta com són el reforçament positiu i negatiu, el càstig positiu i negatiu, extinció i control estimular.
- Per dur a terme l'emissió d'una conducta desitjada la programació de les conductes dels subjectes són molt important, ja que els factors que ho fan possible són l'organització del contingut, l'interval de l'aprenentatge i el control dels estímuls, antecedents i conseqüents.

## Principi bàsic
El principi bàsic en què es fonamenta la pedagogia conductista és que la conducta de l'infant és fruit dels reforçaments que rep. Això significa que l'individu no és lliure, sinó que està sota el control dels qui li apliquen els reforçaments. Per això, és responsabilitat dels i les docents aplicar els reforçaments de la manera més científica possible. És a dir, l'educació ha de basar-se en les descobertes que ha fet la ciència de la conducta, com són les següents:
En primer lloc, el reforçament és més efectiu quan es presenta immediatament després de la conducta adequada o correcta.
En segon lloc, el procediment més eficient per ensenyar una determinada conducta és dur a terme una combinació de reforçaments continus i reforçaments intermitents. El reforçament continu s'aplica sempre que apareix una resposta correcta amb un reforçament i, en canvi, l'intermitent s'aplica quan només algunes respostes són correctes, però no totes són seguides del reforçament. El primer és més útil en un principi per establir la conducta de forma ràpida; en canvi, el segon va millor quan ja s'ha establert la conducta, per enfortir-la i així evitar que desaparegui.

### Reforçament intermitent
Com hem dit en l'apartat anterior és un tipus de reforçament de probabilitat inferior a 1 respecte a la presentació d'un estímul reforçador darrere la conducta. Per això, no sempre que es fa la resposta es rep el reforç. Per tant, el reforçament intermitent pot ser de tres tipus diferents:
- De raó fixa: quan el reforçador s'aplica després d'un determinat nombre de respostes correctes, per exemple, quan cada vegada que un estudiant resol deu problemes de matemàtiques després gaudeix d'un descans.

- De raó variable: quan el reforçador es presenta després d'un nombre variable de respostes correctes, nombre que varia a l'atzar, al voltant d'un valor mitjà; per exemple, les màquines escurabutxaques estan programades perquè tornin diners seguint un programa d'aquest tipus.

- D'interval: quan s'aplica el reforçador sempre que ha transcorregut un temps des de l'últim reforçament i s'ha donat la resposta adequada.

A més, d'interval pot ser:
- D'interval fix: quan els períodes entre els reforçadors són constants, per exemple, una mare o un pare vigila el comportament del seu fill/a inquiet/a cada mitja hora i si aquest/a s'està portant bé li fa una carícia en senyal d'aprovació.

- D'interval variable: quan el temps entre els reforçadors varia de manera aleatòria al voltant d'un valor mitjà, per exemple, les lloances que fa un docent a un alumne/a després d'haver fet un bon treball.

### El càstig
Per disminuir la probabilitat d'una conducta es pot aplicar un procediment d'extinció o de càstig. Així, en el primer procediment s'atura el reforçador que en el passat ha enfortit la conducta; per exemple, un nen o nena es queixa molt quan vol que li compren una joguina i els seus pares, per no sentir-lo, efectivament li compren. Per extingir aquesta conducta i que el nen o nena deixi de queixar-se, cal que els pares no li compren res quan es queixa. En canvi, el càstig consisteix en el procediment pel qual una conducta es debilita per una conseqüència que la segueix. Per exemple, una bufetada, un gest d'enuig, un to fort de veu, un aïllament social o un aïllament sensorial poden constituir un càstig.
El càstig pot ser positiu o negatiu o en altres termes càstig i omissió. El positiu és el fet que debilita una conducta després que aquesta s'ha realitzat, com renyar a un nen o nena que ha presentat un treball mal fet. En canvi, el càstig negatiu consisteix a retirar un reforçador que generalment segueix a la conducta que hom pretén debilitar, per exemple, treure punts a un nen o nena perquè ha lliurat un treball amb retard.
Però el càstig presenta molts problemes, entre els quals destaquen els següents, entre altres:
- Crea un sentiment d'odi i por cap a l'adult (pares o docents) i cap a la situació (casa o col·legi).

- Crea ansietat i altres estats d'ànim negatius, que sovint dificulten el procés d'aprenentatge.

- Crea conflictes i inhibicions, quan en un moment determinat de la infantesa es prohibeix una conducta que posteriorment es necessita, per exemple, si al nen o a la nena se l'ha castigat per ser assertiu, de gran li pot costar molt parlar amb seguretat.

- Incita a l'infant, per evitar el càstig, a aprendre conductes inadequades, com dir mentides.

Especialment, el càstig positiu presenta molts defectes, com són els següents:
- El càstig físic (per exemple, un cop) pot danyar l'infant, si l'adult, en aplicar-lo, perd el control.

- El càstig social (per exemple, ridiculitzar el nen o nena) pot deixar seqüeles psicològiques en l'infant.

En conseqüència, en lloc d'aplicar el càstig de les conductes inadequades és més convenient, en educació, aplicar el reforçament positiu de les adequades.

### Alternatives per al càstig

#### Tolerància absoluta
Una permissibilitat total ha estat proposada com una de les possibles alternatives del càstig. No s'ha d'exercir control de cap mena, i l'autonomia de l'individu, per tant, romandrà inqüestionada. Si una persona es comporta bé, es deu a una d'aquestes dues coses: o és bona per naturalesa o es domina. És a dir, si lluiten els uns amb els altres quan no hi ha govern, per preservar l'ordre, és perquè tenen instints agressius. Si una criatura es converteix en delinqüent quan els seus pares no han fet cap esforç per controlar-lo, aquest és el resultat de les males companyies o de les seves tendències criminals.
La tolerància social absoluta no és una norma de conducta; és més aviat la manca de tota norma de conducta, i els seus aparents avantatges són només il·lusòries. Refusar tota mena de control és abandonar aquest control no a la mateixa persona interessada, sinó a altres sectors dels ambients socials i no-socials.

#### Direcció
La conducta que una persona mostra, creix, i es pot guiar o dirigir, com es guia el creixement d'una planta. Així doncs la conducta es pot "cultivar". Aquesta metàfora és particularment popular en l'àmbit educatiu. Una escola per a nens i nenes petits és denominada "jardí" d'infants o kindergarten. La conducta de la criatura es desenvolupa fins que arriba a la seva maduresa. Un docent pot accelerar el procés o dirigir-lo cap a metes lleugerament diverses, però segons la frase clàssica, no poden ensenyar, es limiten només a ajudar els infants que aprenguin per si mateixos.
Qui merament guia o dirigeix un desenvolupament natural difícilment podrà ser acusats d'intentar controlar-lo. El creixement roman sent una conquesta de l'individu, testificant la seva llibertat i el seu valor. Així també qui merament guia una conducta determinada és exonerat quan les coses acaben malament.
Per tant, la direcció només és efectiva en la mesura que exercita el control. Dirigir significa, obrir noves oportunitats, però també errar el pas al creixement en determinades direccions. El control és més obvi quan el creixement o el desenvolupament són impedits.

#### Crear dependència de les coses
Aquesta alternativa sorgeix del pensament de Rousseau (1712-1778) el qual va estar alerta als perills del control social i va pensar que seria possible evitar-ho convertint a la persona en un ésser depenent no d'altres persones, sinó de les coses. En l'Emili va exposar com una criatura podia aprendre sobre les coses a partir de les mateixes coses, no a través dels llibres.
Per exemple, el nen o nena al qual se li ha d'ensenyar el que ha de dir i com s'ha de comportar davant d'altres persones, depèn d'aquells qui li ensenyen, però la criatura que ja ha après a comportar-se com a tal amb la resta ja pot prescindir dels consells. També, aquella persona que aprèn a conduir un cotxe depèn de l'instructor/a, ja que necessita que li digui quan utilitzar els frens, quan posar l'intermitent, quan canviar de velocitat, com aparcar, etc.; però quan la seva conducta cau sota el control natural de les conseqüències de conduir un automòbil, ja pot prescindir sense cap problema de l'instructor/a.

## Fenòmens observats
En aquest apartat trobarem quatre fenòmens que s'han observat duen a terme experiments del Condicionament Clàssic i Operant i que tenen una clara observació en l'àmbit educatiu, entre d'altres.

### Extinció de la conducta
Es produeix l'extinció de la conducta quan la RC (resposta condicionada) va disminuint d'intensitat fins que deixa de donar-se, ja que l'EC (estímul condicionat) ja no anuncia la presència de l'EI (estímul incondicionat). A més, la conducta també pot desaparèixer fent ús del contracondicionament. Per exemple, en el cas del petit Albert, s'associa un EC [rata] amb un EI incompatible [alguna cosa agradable] amb [la por] RC (resposta condicionada) no desitjat.
Tanmateix, l'extinció no elimina per complet els efectes del condicionament previ. Això es demostra mitjançant la recuperació espontània (quan es produeix una aparició sobtada de RC després de l'extinció) i altres fenòmens relacionats. Aquests fenòmens es poden explicar mitjançant la postulació de l'acumulació d'inhibició quan es presenta un estímul feble.

### Recuperació de l'extinció
En diverses ocasions una resposta condicionada (RC) és recuperada després d'haver sigut extingida. Això demostra que el procediment d'extinció no elimina per complet l'efecte del condicionament. Per exemple, entrenem a un gos perquè salti quan soni una campana, deixem de reforçar el comportament i la resposta s'extingeix. Després d'un període de descans durant el qual no es presenta l'estímul condicionat (EC), si fem sonar la campana, l'animal recupera espontàniament la resposta prèviament apresa.
Podem trobar els següents procediments:
- Readquisició: si l'estímul condicionat es torna a ajuntar amb els estímuls incondicionats, es tornarà a obtenir una resposta condicionada, però aquesta segona adquisició normalment passa molt més ràpid que la primera.

- Recuperació espontània: la recuperació espontània es determina com la reaparició d'una resposta condicionada prèviament extingida després d'un període de descans. És a dir, si l'estímul condicionat es prova en un moment posterior (per exemple una hora o un dia després de l'extinció), tornarà a provocar una resposta condicionada. Aquesta resposta condicionada renovada sol ser molt més feble que la resposta condicionada observada abans de l'extinció.

- Desinhibició: si es prova l'estímul condicionat després de l'extinció i s'ha produït un estímul intens, però associativament neutre, pot haver-hi una recuperació temporal de la resposta condicionada a l'estímul condicionat.

- Reinstal·lació: si els estímuls incondicionats s'utilitzen en condicionament es presenten a un subjecte en el mateix lloc on es va produir el condicionament i l'extinció, però sense que l'estímul condicionat estigui present, l'estímul condicionat sovint obté una resposta quan es prova més tard.

- Renovació: La renovació és una reemergència d'una resposta condicionada després de l'extinció quan un animal es torna a l'entorn on es va adquirir la resposta condicionada.

### Discriminació operant
Un observa la discriminació d'estímuls quan un estímul ("EC1") produeix una resposta condicionada i un altre estímul ("EC2") produeix una altra resposta condicionada o cap. Això pot ser causat per exemple, per unir un "EC1" amb un efectiu estímul incondicionat (EI) i presentar "EC2" sense cap EI. El condicionament operant pot definir-se sense mencionar cap estímul que actuï abans que la resposta es produeixi. Per exemple, quan un infant es porta la mà a la boca, el moviment pot ser reforçat pel contacte de la mà i la boca, però no es pot trobar cap estímul que provoqui aquest moviment i que hi sigui present cada vegada que aquest es produeixi.
La contingència es defineix com que un estímul és l'ocasió en què una resposta va seguida d'un reforçament. La discriminació es produeix quan es pot alterar la probabilitat d'una resposta instantàniament presentant o retirant l'estimulo discriminatori. La conducta operant entra quasi necessàriament sota aquest tipus de control d'estímuls, ja que solament poques respostes són realment reforçades pel mateix cos de l'organisme. Independentment de les circumstàncies externes. Les contingències de tres factors que produeixen operants discriminaries són de molts tipus. Realitzem la conducta amb la qual ens adaptem al món de l'espai perquè l'estimulació visual per part d'un objecte és l'ocasió en la qual certes respostes com caminar, agafar, etc., condueixen a conseqüències tàctils determinades. Les contingències responsables de la conducta són generades per les relacions entre l'estimulació visual i tàctil característica dels objectes físics.
Un somriure és una ocasió en la qual l'apropament social trobarà la seva aprovació. Un gest de rebuig és una ocasió en la qual el mateix apropament no trobarà l'aprovació. L'estímul verbal „vine a dinar“ és una ocasió en la qual anar a la taula i asseure és generalment reforçat amb el menjar. L'estímul, és eficaç en incrementar la possibilitat d'aquesta conducta i és produït pel que parla. A més, la conducta verbal s'adapta al model de la contingència de tres factors i proporciona molts exemples enllaçadors.
S'utilitza la discriminació operant de dues formes:
En primer lloc, els estímuls que ja s'han convertit en discriminats són manipulables per canviar probabilitats. Això ho fem de manera explícita i de manera continuada quan dirigim un treball constructiu, controlem la conducta d'infants o donem ordres. Ho fem més subtilment quan disposem d'estímuls on la seva eficàcia no s'ha establert d'una manera especifica per a aquest propòsit.
En segon lloc, podem establir una discriminació per assegurar que un estímul futur, quan aparegui, tingui un efecte determinat. L'educació, aquí té un paper fonamental. Establim contingències que generen conductes com a resultats de les quals les criatures miraran abans de travessar el carrer, donaran les gràcies en el moment apropiat, compraran llibres, aniran a concerts o obres de teatre, etc.

### Efecte de bloqueig
L'efecte de bloqueig és una unió entre dos estímuls, el condicionat (EC) i el no condicionat (EI), aquest es veu perjudicat si, durant el transcurs del contracondicionament, l'EC apareix com un segon EC que ja s'ha associat a un estímul incondicionat. El bloqueig és el resultat d'altres models que també basen l'aprenentatge en la diferència entre el que es prediu i el que succeeix realment.

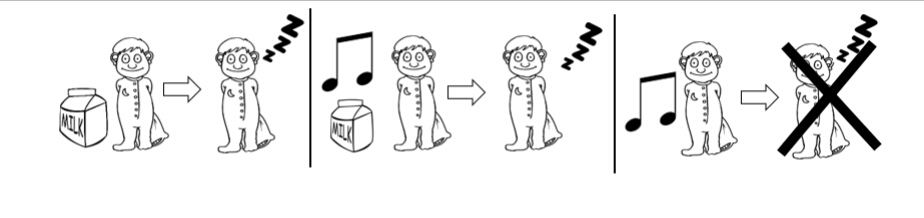
Exemple d'efecte de bloqueig

Aquest condicionament implica dues fases:
Fase 1
Un EC (EC1) està emparellat amb un EI.
Fase 2
Un compost EC (EC1 + EC2) està emparellat amb un EI.
Prova
Es realitza una prova per separat per a cada EC (EC1 i EC2). L'efecte de bloqueig s'observa en la falta de resposta condicional al EC2, el que suggereix que la primera fase de l'entrenament ha bloquejat l'adquisició de la segona EC.

## Aplicacions

### Teràpies de comportament
L'enfocament conductual de la teràpia suposa que el comportament associat amb problemes psicològics es desenvolupa a través dels mateixos processos d'aprenentatge que afecten el desenvolupament d'altres conductes. Això suposa que els conductistes identifiquen els problemes de personalitat en la forma en què es va desenvolupar la personalitat. Consideren que els trastorns del comportament que té una persona reflecteixen l'aprenentatge que ha influenciat en aquesta a comportar-se de certa manera, en certes situacions. La investigació que s'ha realitzat sobre el condicionament operant i clàssic, ens ajuda a comprendre com es porta a terme el procés d'aprenentatge.
La teràpia de comportament es basa en els principis del condicionament clàssic desenvolupat per Iván Pávlov i el condicionament operant desenvolupat per B. F. Skinner. El condicionament clàssic es dona quan un estímul neutral ve just abans d'un altre estímul que desencadena una resposta reflexiva. El condicionament operant té a veure amb recompenses i càstigs i com poden enfortir o afeblir certs comportaments.
Algunes teràpies associades al condicionament clàssic són:
- La teràpia per aversió és un tipus de teràpia conductual dissenyada per fer que els pacients deixin d'adquirir un hàbit indesitjable associant l'hàbit amb un fort estímul incondicionat desagradable. Per exemple, es podria utilitzar una melodia per associar la motivació d'aquesta amb fer esport.

- La dessensibilització sistemàtica és un tractament per a les fòbies en què el pacient es capacita per relaxar-se mentre està exposat a estímuls progressivament més ansiosos (per exemple imatges relacionades amb la fòbia). Aquest és un exemple de contra-condicionament, destinat a associar els estímuls no desitjats amb una resposta incompatible amb l'ansietat.

- La inundació és una forma de dessensibilització que està destinada a eliminar les fòbies i les ansietats per l'exposició repetida a estímuls altament agressius fins a la manca de reforç de la resposta de l'ansietat provoca la seva extinció. Les "inundacions" normalment impliquen l'exposició real als estímuls, mentre que el terme "implosió" es refereix a l'exposició imaginària, però els dos termes de vegades s'utilitzen de forma sinònima.

### Resposta emocional condicionada
Un estímul que està present quan s'administra o es consumeix un medicament pot evocar eventualment una resposta fisiològica condicionada que imiti l'efecte del fàrmac. També es pot veure que la resposta condicionada és una reacció compensatòria, que tendeix a compensar els efectes del fàrmac. Per exemple, si un fàrmac fa que el cos sigui menys sensible al dolor, la reacció condicional compensatòria pot ser que faci més sensible al dolor.
Els investigadors van plantejar la hipòtesi que la tolerància de l'addicte es devia, en part, a un condicionament clàssic. És a dir, la situació és que generalment el fàrmac s'ha convertit en un estímul condicionat que produeix una resposta condicionada que implica un canvi en els processos biològics que preparaven els seus cossos per contrarestar els efectes letals del fàrmac.
Si és així, un consumidor de medicaments pot augmentar la quantitat de medicaments consumits per sentir els seus efectes i acabar prenent molt grans quantitats de medicaments. En aquest cas, es pot produir una reacció de sobredosi perillosa si l'estímul condicionat no està absent, de manera que l'efecte compensatori condicionat no es produeix. Per exemple, si el fàrmac sempre s'ha administrat al mateix lloc i a la mateixa hora, els estímuls que proporciona aquest lloc i aquesta hora poden produir un efecte compensatori condicionat; llavors una reacció de sobredosi pot passar si el fàrmac s'administra en un lloc o una hora diferent on els estímuls condicionats estan absents.